# Iuri Onufrienko
Iuri Ivanovich Onufrienko (em russo:  Юрий Иванович Онуфриенко) (Ryasne, União Soviética, 6 de fevereiro de 1961) é um ex-cosmonauta russo de ascendência ucraniana, veterano de duas missões no espaço, na estação orbital russa Mir e na Estação Espacial Internacional, como comandante da Expedição 4.
Nascido na pequena cidade de Ryasne, na província de Carcóvia, Ucrânia, quando esta era parte da União Soviética, ele se formou na Escola de Aviação Militar V. M. Komarov para Pilotos como piloto-engenheiro em 1982 e serviu como piloto de combate na força aérea soviética, depois força aérea russa, onde acumulou um total de 800 horas de voo. Entre setembro de 1989 e janeiro de 1991, ele fez um curso de espaço em geral e em abril de 1991 começou treinamento completo como membro do grupo de cosmonautas na Cidade das Estrelas.
A partir de março de 1994 ele começou a receber treinamento de voo para ser o comandante da tripulação-reserva da missão Mir-18, a 18ª expedição à estação Mir, levada até a estação na nave Soyuz TM-21, como parte do programa conjunto russo-americano Shuttle-Mir, que previa a utilização dos ônibus espaciais para transporte de astronautas e cosmonautas até a estação orbital russa. 
Em 1996, ele comandou a missão Mir-21, 21.ª tripulação a habitar a Mir, para onde foi lançado na Soyuz TM-23, do Cosmódromo de Baikonur. Um mês depois de sua chegada e a de seu engenheiro de voo Yuri Usachev, a equipe foi completada pela astronauta Shannon Lucid, primeira mulher norte-americana a habitar a estação russa. Durante a missão, Yuri realizou diversos experimentos científicos e participou de seis caminhadas espaciais. Após a partida de Lucid, depois de quatro meses e meio na Mir, ele e Usachev receberam a companhia da cosmonauta francesa Claudie Haigneré para uma temporada a bordo. Ao fim de sua primeira missão, Onufrienko havia completado 193 dias no espaço.
Cinco anos depois Onufrienko voltou novamente ao espaço desta vez como comandante da Expedição 4 na ISS. Lançado com a tripulação do ônibus espacial Endeavour, missão STS-108, em 5 de dezembro de 2001, Onufrienko passou seis meses e meio a bordo da estação orbital, onde a equipe da expedição, ele e os astronautas da NASA Daniel Bursch e Carl Walz, realizaram testes nos equipamentos eletrônicos da estação, fizeram caminhadas espaciais para manutenção externa da estrutura e testaram a capacidade da ISS de suportar o aumento de experiências científicas a serem realizadas nela. Durante sua estadia em órbita, ele acumulou 12 horas em atividades extraveiculares e mais 196 dias no espaço, perfazendo um total geral de 389 dias em voos espaciais.
Onufrienko foi condecorado como Herói da Federação Russa por seu governo e com a Legião de Honra, no grau de Cavalheiro (Chevalier), pelo governo da França.